# Envasat al buit

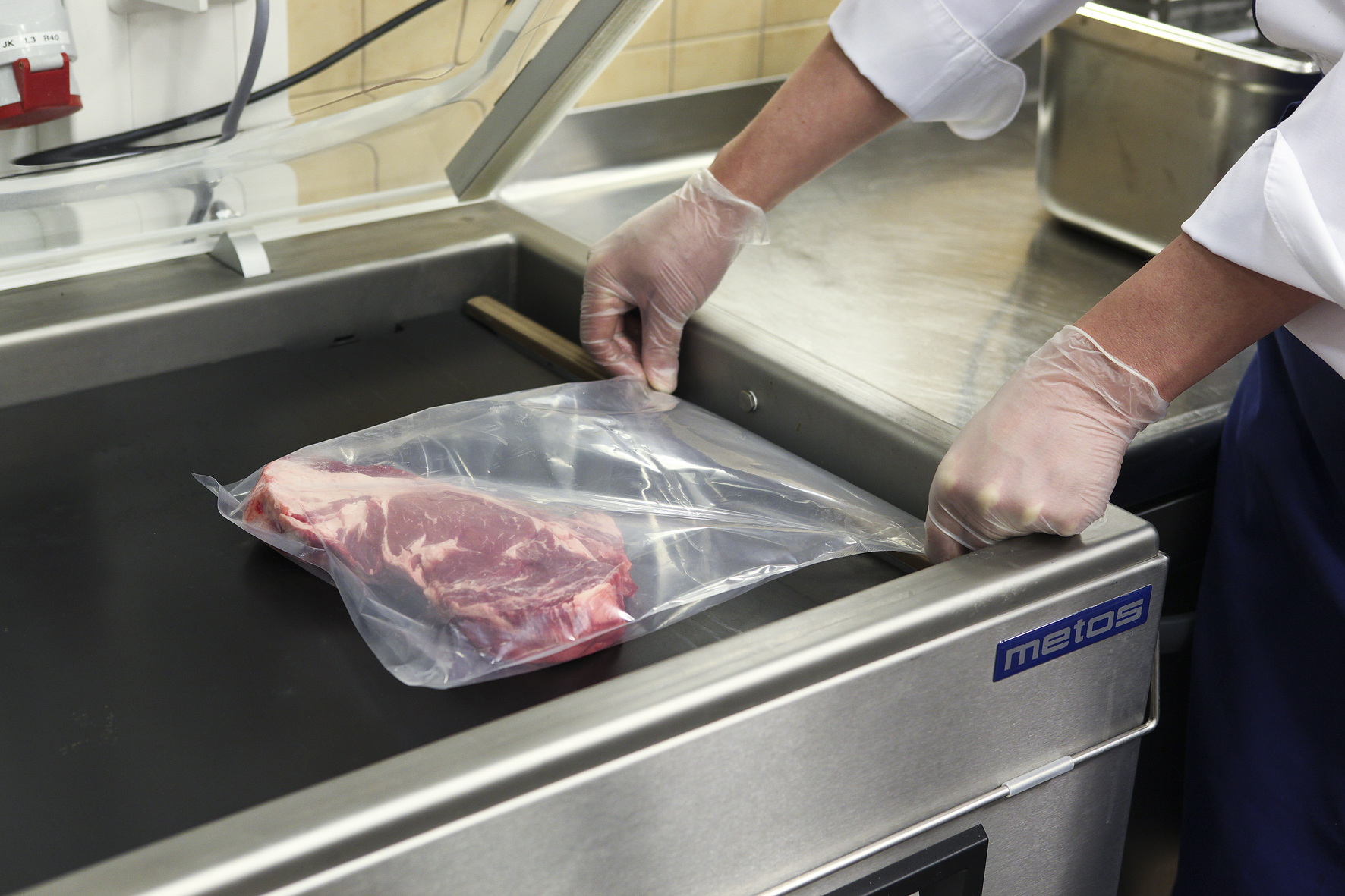
Empaquetat al buit d'un producte carni.

L'Envasament al buit és un mètode d'envasament que consisteix a retirar l'aire de l'interior d'un embolcall amb l'objectiu d'allargar el període de caducitat d'un aliment. Aquesta operació d'extracció es realitza mitjançant una bomba de buit. Aquest tipus de conserva es realitza sobre certs aliments com pot ser carns, peixos i hortalisses i consisteix a detenir l'activitat dels bacteris aeròbics inclosos en ells. Una dels principals avantatges és precisament la conservació de les propietats organolèptiques dels aliments envasats al buit.

## Característiques
Aquest tipus d'envasament es realitza en films de plàstic poc permeable a l'aire. L'envasament al buit de carns suprimeix la majoria dels bacteris nocius inclosos en els aliments. Si bé el mètode d'envàs no suposa una garantia 100%, pot millorar la seva efectivitat considerant altres mètodes combinats: és a dir envasament al buit i antioxidants, envasat al buit i tractament tèrmic, etc. Per regla general un envasament al buit d'una carn no tractada (ni cuita, ni guarida) suporta aproximadament uns deu dies. En el cas de carns guarides l'envàs al buit deté el creixement bacterià, perllongant la seva vida. Sent a més que el poc oxigen restant és consumit per l'activitat tissular alliberant diòxid de carboni.

## Limitacions
Malgrat reduir la pressió parcial d'oxigen mitjançant les bombes de buit, limitant-se el creixement de bacteris aeròbics. No obstant això no es deté la proliferació de bacteris anaeròbics que no necessiten l'oxigen, la qual cosa pot suposar un problema d'intoxicació alimentari. Alguns organismes com les espores poden romandre en estat latent dins dels envasos al buit, i activar-se quan els envasos s'obren.